# 葉氏保達
葉氏保達國際有限公司，簡稱葉氏保達國際，以及葉氏保達（英語：YIP'S POTA INTERNATIONAL COMPANY LIMITED，港交所除牌時1180.HK），在1986年由當時葉錦輝創立，而股份曾在1997年1月20日於港交所主板上市。
當時經營銷售各類玩具產品，最後因為銷售情況欠佳而全面停頓，於是在1999年，出售給陳漢強、陳捷和有關人士，進行收購該類股份，轉為當時經營生物醫藥產品業務，1999年8月20日，更名為生命科技集團有限公司，2007年5月7日，再更名為匯彩控股有限公司。

## 連結
- HK1180.com （页面存档备份，存于）